# District de Bhadrak
Le district de Bhadrak est un district de l'état de l'Odisha, en Inde.

## Géographie
Au recensement de 2011, sa population compte 1 506 522 habitants.
Son chef-lieu est la ville de Bhadrak. 